# Tour de La Provence 2024
8. ročník etapového cyklistického závodu Tour de La Provence se koná mezi 8. a 11. únorem 2024 ve francouzském regionu Provence. Závod je součástí UCI Europe Tour 2024 na úrovni 2.1.

## Týmy
Závodu se zúčastnilo 5 z 18 UCI WorldTeamů, 4 UCI ProTeamy a 8 UCI Continental týmů. Všechny týmy nastoupily na start se sedmi závodníky kromě týmů Astana Qazaqstan Development Team a Van Rysel–Roubaix s šesti závodníky. Harrison Wood (Cofidis) se nepostavil na start prologu, závod tak odstartovalo 116 jezdců. Do cíle v Arles dojelo 63 z nich.
UCI WorldTeamy
- Arkéa–B&B Hotels
- Cofidis
- Decathlon–AG2R La Mondiale
- Groupama–FDJ
- Lidl–Trek

UCI ProTeamy
- Bingoal WB
- Israel–Premier Tech
- Team Corratec–Vini Fantini
- Team TotalEnergies

UCI Continental týmy
- Astana Qazaqstan Development Team
- Beltrami TSA–Tre Colli
- CIC U Nantes Atlantique
- Nice Métropole Côte d'Azur
- Philippe Wagner–Bazin
- Project Echelon Racing
- St. Michel–Mavic–Auber93
- Van Rysel–Roubaix

## Trasa a etapy
| Etapa         | Datum         | Trasa                       | Vzdálenost | Typ      | Typ                  | Vítěz                  |
| ------------- | ------------- | --------------------------- | ---------- | -------- | -------------------- | ---------------------- |
| P             | 8. února      | Marseille                   | 5 km       |          | Individuální časovka | Mads Pedersen (DEN)    |
| 1             | 9. února      | Aix-en-Provence – Martigues | 157,2 km   |          | Zvlněná etapa        | Mads Pedersen (DEN)    |
| 2             | 10. února     | Forcalquier – Manosque      | 165 km     |          | Zvlněná etapa        | Mads Pedersen (DEN)    |
| 3             | 11. února     | Rognac – Arles              | 183,2 km   |          | Rovinatá etapa       | Tom Van Asbroeck (BEL) |
| Celková délka | Celková délka | Celková délka               | 510,4 km   | 510,4 km | 510,4 km             | 510,4 km               |

## Průběžné pořadí
| Etapa          | Vítěz            | Celkové pořadí | Bodovací soutěž | Vrchařská soutěž | Soutěž mladých jezdců | Soutěž týmů                | Cena bojovnosti |
| -------------- | ---------------- | -------------- | --------------- | ---------------- | --------------------- | -------------------------- | --------------- |
| P              | Mads Pedersen    | Mads Pedersen  | Mads Pedersen   | neuděleno        | Jakob Söderqvist      | Lidl–Trek                  | Jérémy Cabot    |
| 1              | Mads Pedersen    | Mads Pedersen  | Mads Pedersen   | Kévin Avoine     | Jakob Söderqvist      | Lidl–Trek                  | Kévin Avoine    |
| 2              | Mads Pedersen    | Mads Pedersen  | Mads Pedersen   | Marco Frigo      | Ewen Costiou          | Arkéa–B&B Hotels           | Enzo Boulet     |
| 3              | Tom Van Asbroeck | Mads Pedersen  | Mads Pedersen   | Kévin Avoine     | Pierre Gautherat      | Decathlon–AG2R La Mondiale |                 |
| Konečné pořadí | Konečné pořadí   | Mads Pedersen  | Mads Pedersen   | Kévin Avoine     | Pierre Gautherat      | Decathlon–AG2R La Mondiale | neuděleno       |

- V 1. etapě nosil Samuel Watson, jenž byl třetí v bodovací soutěži, světle modrý dres, protože lídr této klasifikace Mads Pedersen nosil modrý dres lídra celkového pořadí a druhý závodník této klasifikace Jakob Söderqvist nosil bílý dres lídra bodovací soutěže.
- Ve 2. etapě nosil Samuel Watson, jenž byl druhý v bodovací soutěži, světle modrý dres, protože lídr této klasifikace Mads Pedersen nosil modrý dres lídra celkového pořadí.
- Ve 3. etapě nosil Axel Zingle, jenž byl druhý v bodovací soutěži, světle modrý dres, protože lídr této klasifikace Mads Pedersen nosil modrý dres lídra celkového pořadí.

## Konečné pořadí
| Legenda | Legenda                         | Legenda | Legenda                               |
| ------- | ------------------------------- | ------- | ------------------------------------- |
|         | Označuje lídra celkového pořadí |         | Označuje lídra vrchařské soutěže      |
|         | Označuje lídra bodovací soutěže |         | Označuje lídra soutěže mladých jezdců |